# VIVA
VIVA (Videoverwertungsanstalt) — бывший немецкий музыкальный телеканал, основанный в 1993 году группой акционеров во главе с WarnerMedia, чтобы конкурировать с MTV, лидером рынка того времени. Являлся первым музыкальным телеканалом, который вещал на немецком языке. Прекратил своё вещание 31 декабря 2018 года и заменён на Comedy Central Germany.

## История

### Первые годы
Идея VIVA возникла в 1992 году, когда популярные звукозаписывающие компании были разочарованы решением MTV Europe о программировании в сетке вещания в основном англоязычных музыкальных видеоклипов на немецком рынке, что было воспринято как отказ играть крупных немецкоязычных артистов. Руководители американского медиа-гиганта Time Warner, стремясь увеличить свою долю на рынке своего бизнеса в Германии, запланировали создание нового телеканала в 1992 году. В конце концов, они наняли DoRo Productions, продюсеров музыкальных клипов таких известных исполнителей как Queen, The Rolling Stones и Дэвида Боуи в оформлении музыкального канала. Руководители Time Warner Том МакГрат и Питер Богнер собрали группу звукозаписывающих компаний, в которую вошли Warner Music, EMI Music, Polygram Records и Sony Television. В документе Time Warner, Питер Богнер проанализировал положение MTV на рынке как уязвимое и, «пока MTV делает ставку на программирование сетки из чисто англо-американских видеоклипов, VIVA должна транслировать как минимум на 40% больше немецкой музыки».
После того, как MTV запустило немецкую версию в 1997 году, конкуренция между двумя телеканалами увеличилась. Перед запуском VIVA, лейблы звукозаписи предлагали руководству Viacom профинансировать создание германоязычного MTV, однако руководство Viacom отказалось от этого, потому что оно придерживалось принципа "один мир, один язык" (по крайней мере в Европе, в Южной Америке существовали версии MTV на испанском и португальском)
Видеотекст также создал поле кинорецензий, которые были доступны общественности, например, рейтинг голливудского фильма Tarzan 1999 года, составленный Автор Marc Engelhard (Марк Энгельгард) Зрители также могли принять участие в конкурсе, представив свой собственный рейтинг соответствующего фильма.
В 2003 году телеканал VIVA подвергся критике из-за того, что основную ротацию получали клипы, которые записывались на студии Universal Music.

### Смена владельца
В 2004 году VIVA была приобретена Viacom International, которая также владеет MTV, что положило конец соперничеству VIVA с MTV и заставило их начать сотрудничать. После приобретения VIVA компанией Viacom, MTV Germany перешла в основном на трансляцию реалити и комедийных шоу, а VIVA стала музыкальным каналом с чартами и другими программами.
1 января 2011 года на VIVA произошёл ребрендинг, в ходе которого был изменён логотип и заставки. Также, с января 2011 года, после серьезных изменений в MTV Networks Germany, VIVA продолжила состоять в бесплатном эфирном пакете MTV Networks Germany и стала основным музыкально-развлекательным каналом в Германии.
22 марта 2011 года VIVA перешла на формат вещания 16:9.
16 мая 2011 года была запущена VIVA HD.

### Закрытие
3 октября 2017 года прекратила своё вещание VIVA Hungary, а 17 октября — VIVA Polska, после чего однозначно начался распад бренда.
31 января 2018 года прекратила вещание британско-ирландская версия.
В июне 2018 года Viacom объявила о своем решении полностью закрыть бренд VIVA в конце 2018 года. Генеральный директор Viacom Марк Спехт заявил в интервью, что канал является прибыльным, но Viacom хочет сосредоточиться на своих трех основных брендах: MTV, Comedy Central и Nickelodeon . После закрытия, слот вещания VIVA (02:00-14:00) будет полностью отдан Comedy Central, который делит свою частоту с VIVA с 2014 года и вещает в вечернее и ночное время.
Первым музыкальным клипом, который был показан на VIVA, был "Zu geil für diese Welt" группы Die Fantastischen Vier. Вещание канала прекратилось 31 декабря 2018 года. Последним клипом был Spice Girls - Viva Forever.

## VIVA Comet
С 1995 года VIVA проводит ежегодную церемонию вручения музыкальной премии VIVA Comet. Во время церемонии награждения в 2003 году VIVA открыто выражало позицию против войны в Ираке. Последний раз церемония наград проводилась в 2011 году. Церемония награждения 2012 года была отменена, так как немецкое MTV хотело сфокусироваться на MTV Europe Music Awards. С 2013 года фактически не проводится, хотя немецкое MTV официально не прекратило существование премии.

## VIVA Zwei
Viva Zwei — немецкий музыкальный канал, который распространялся по всей Европе. Был запущен 21 марта 1995 года под названием "VIVA II" и просуществовал до 7 января 2002 года.
В отличие от VIVA, Viva Zwei фокусировалась на более альтернативных стилях музыки, особенно на альтернативном роке, метале, альтернативном хип-хопе и электронной музыке. Она также была посвящена музыке менее известных групп, которые могли использовать Viva Zwei для раскрутки. VIVA Zwei была нацелена на более взрослую аудиторию, в то время как другие музыкальные каналы такие как VIVA и MTV, были нацелены на аудиторию, которая в основном состояла из подростков.

## VIVA Plus
Viva Plus — телеканал, пришедший на смену VIVA Zwei. Он был практически полностью интерактивным (аналог Music Box) и посвящен исключительно поп-музыке. Телеканал не пользовался такой популярностью как VIVA Zwei и 14 января 2007 года прекратил своё вещание и был заменен на Comedy Central Germany. С закрытием Viva Plus, главная программа канала — Get The Clip перешла на основной телеканал VIVA.

## VIVA в Великобритании и Ирландии
VIVA UK & Ireland была запущена 26 октября 2009 года и заменила собой TMF. Прекратила своё вещание 31 января 2018 года и была заменена на MTV OMG.

## VIVA в Польше
VIVA Polska была запущена 10 июня 2000 и закрыта 17 октября 2017 года. Заменена на MTV Music Polska.

## VIVA в Австрии
VIVA Austria была запущена в мае 2012 года. 15% программ канала составляли австрийская музыка, музыкальные топы и программы про образ жизни, ориентированные на австрийский рынок. Прекратила своё вещание 31 декабря 2018 года и заменена на Comedy Central Austria.

## VIVA в Швейцарии
VIVA Switzerland была запущена 6 сентября 2000 года и закрыта 31 декабря 2018 года. Заменена на Comedy Central Switzerland.

## VIVA в Венгрии
VIVA Hungary начала своё вещание 27 июня 1997 года как Z+. Как и её родственные версии, VIVA Hungary показывала локализованные музыкальные клипы, программы и чарты. Прекратила своё вещание 3 октября 2017 года и была заменена на локальную версию Comedy Central Family.